# Pařížský masakr 1961
Pařížský masakr je označení pro zastřelení 100–200 alžírských demonstrantů za nezávislost francouzskou policií v roce 1961 v Paříži. O krvavém potlačení demonstrace se svého času nehovořilo a teprve s velkým časovým odstupem se stalo předmětem veřejné diskuse ve Francii. Oficiálně událost odsoudil prezident François Hollande v roce 2012.

## Pozadí
Od roku 1954 probíhala Alžírská válka. V roce 1961 se uskutečnilo v Paříži několik demonstrací proti válce. Začátkem října byl vyhlášen noční zákaz vycházení pro Francouze alžírského původu v pařížské oblasti. Tento zákaz byl reakcí na útoky ozbrojeného křídla FLN (Fronta národního osvobození) na policisty a četníky na francouzské pevnině (až do té doby byl boj omezen na Alžírsko), kdy bylo zabito několik důstojníků.

## Průběh
Dne 17. října došlo k další demonstraci přistěhovalců proti válce, kterou svolalo FLN. Demonstrace proběhla v rozporu se zákazem vycházení a prefekt Maurice Papon vydal policii pokyn ke střelbě. Přesný počet mrtvých není znám, ale odhaduje se až na 200. Policejní jednotky poté mrtvé či umírající demonstranty naházeli do řeky Seiny. Oficiální policejní hlášení uvádí pouze tři mrtvé. Několik tisíc lidí bylo zraněno, asi 14 000 zatčeno a internováno a z nich následně asi 500 deportováno do Alžírska.
O masakru se v té době prakticky nehovořilo v médiích a teprve v posledních letech se toto téma dostává do veřejných diskusí.
17. října 2001 odhalil socialistický starosta Paříže Bertrand Delanoë pamětní desku na Pont Saint-Michel připomínající tuto událost.
V červnu 2022 přináší deník Mediapart odtajněné archivní dokumenty z de Gaullova předsednictva, které by potvrzovaly, že prezident republiky si byl rychle vědom rozsahu masakru a kriminálních činů francouzské policie ze dne 17. října a následujících. týdnů. Historici specializovaní na toto období novinám potvrzují, že tyto dokumenty potvrzují, že generál de Gaulle byl informován o situaci ve dnech po masakru. Některé dokumenty ukazují touhu Charlese de Gaulla potrestat viníky a odmítnout zavedení beztrestnosti ve francouzské policii. Podle historika Gillese Mancerona de Gaullově touze po sankcích zabránily jeho obavy z rozbití politické většiny.